# Dickie Pride
Dickie Pride, geboren als Richard Charles Knellar (Croydon (Londen), 21 oktober 1941 – aldaar, 26 maart 1969), was een Britse popzanger. Hij behoorde tot de artiesten, die onder contract stonden bij Larry Parnes.

## Biografie
Als jongen ging Richard Knellar naar het Royal College of Church Music in Croydon, waar hem werd voorgesteld een carrière als operazanger na te streven. Hij had ook een skiffleband, de Semi-Tones. Aanvankelijk kwam er echter niets van een zangcarrière. Knellar had verschillende laagbetaalde banen toen Larry Parnes eind 1958 op de hoogte werd gebracht van de 17-jarige met de geweldige stem. Parnes contracteerde de jongen onmiddellijk en gaf hem de artiestennaam Dickie Pride. Dit werd gevolgd door tournees, televisieoptredens en in maart 1959 de eerste single Slippin 'n' Slidin. Ondanks zijn veelgeprezen liveoptredens, bleef de single, net als de meeste van de daaropvolgende opnamen, commercieel ver onder de verwachtingen. Slechts de single Primerose Lane van kwam ooit in de top 30 van de hitlijsten. Primerose Lane was een week nummer 28 in oktober 1959.
Pride trad o.a. op met andere muzikanten uit de stal van Parnes, waaronder Billy Fury, Georgie Fame en Joe Brown. Gitarist Albert Lee had zijn eerste professionele podiumoptreden in 1960 als begeleider van Pride. 

## Privéleven en overlijden
Naast psychische problemen kwam Pride onder invloed van drugs. Na een geschil over de overeengekomen vergoeding vertrok hij bij Parnes. Hij huwde in 1962 en zijn zoon werd geboren in 1965. Zijn muzikale carrière liep vast. In 1967 werd hij opgenomen in een psychiatrisch ziekenhuis waar een lobotomie werd uitgevoerd. Dickie Pride werd op 26 maart 1969 dood in zijn bed gevonden. Hij overleed aan een overdosis slaappillen op 27-jarige leeftijd. In 1999 schreef Charles Langley het stuk Pride With Prejudice over het tragische leven van Dickie Pride.
- Biblioteca Nacional de España: XX1789967
- International Standard Name Identifier: 0000 0000 6055 1104
- MusicBrainz: 4a2329ee-ddd5-4fdd-8d8b-48ae831a4f53
- Virtual International Authority File: 87578055
- WorldCat: E39PBJB4gRQfp9GmThb7Pw4wmd